# Hertwigia
Hertwigia is een monotypisch geslacht van sponsdieren uit de klasse van de Hexactinellida.

## Soort
- Hertwigia falcifera Schmidt, 1880